# Tetranychus amicus
Tetranychus amicus är en spindeldjursart som beskrevs av Meyer och Rodrigues 1966. Tetranychus amicus ingår i släktet Tetranychus och familjen Tetranychidae. Inga underarter finns listade i Catalogue of Life.